# Anton Boulakhov
Anton Boulakhov (* 2. Mai 1988) ist ein israelischer Eishockeyspieler, der seit 2010 bei Monfort Ma’alot in der israelischen Eishockeyliga unter Vertrag steht.

## Karriere
Boulakhov begann seine Karriere beim HC Metulla in der israelischen Eishockeyliga. Seit 2010 steht er bei Monfort Ma’alot auf dem Eis.

### International
Bereits im Juniorenbereich spielte Boulakhov für Israel und nahm an den U18-Weltmeisterschaften der Division III 2005 und 2006 teil. Zu seinen bisher einzigen Einsätzen für die israelische Herren-Nationalmannschaft kam er bei der Weltmeisterschaft 2011 in der Division III in Kapstadt und gewann dort durch ein hart umkämptes 6:5 nach Verlängerung gegen die Gastgeber den Titel und mit diesen zusammen den Aufstieg in die Division II.

## Erfolge und Auszeichnungen
- 2006 Aufstieg in die Division II bei der U18-Weltmeisterschaft der Division III
- 2011 Aufstieg in die Division II bei der Weltmeisterschaft der Division III